# Kirchenpauerstraße

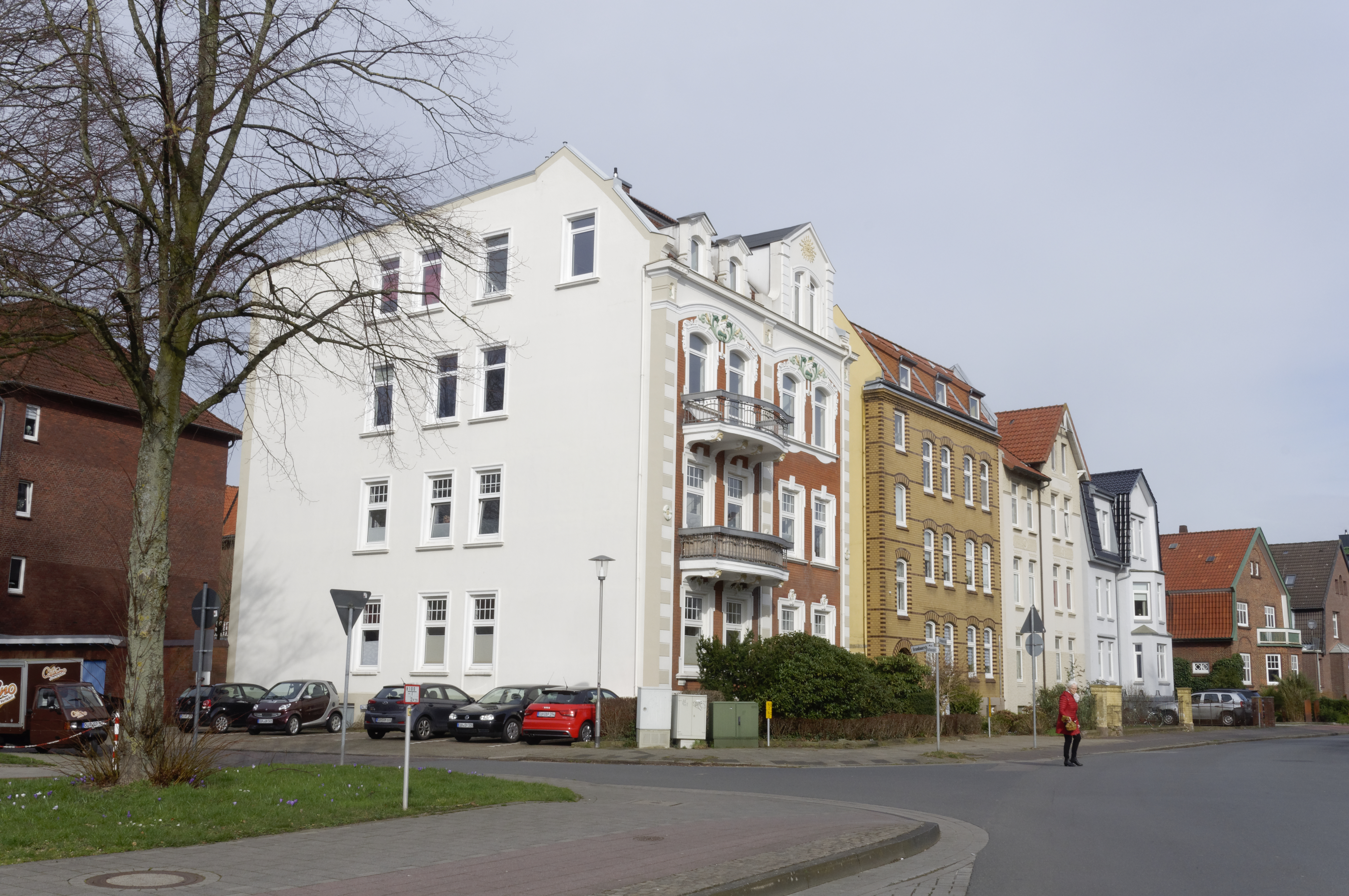
Westseite: Nr. 14 (vorne) bis Nr. 9

Die Kirchenpauerstraße in Cuxhaven-Döse ist eine ca. 0,3 km lange Straße am Rande des Kerns der Stadt. Sie führt in Nord-Süd-Richtung von der Schillerstraße und dem Schillerplatz bis zur Grandauerstraße (Johann Grandauer (1808–1874), Gerichtsregistrator, Amtsschreiber) und zum Rathausplatz mit der Nebenstraße Reinekestraße (Adolf Reineke († 1932), Bahnhofsvorsteher, Kaufmann).

## Geschichte
Die Kirchenpauerstraße wurde 1902 benannt nach dem letzten Ritzebüttler Amtmann Dr. jur. Gustav Heinrich Kirchenpauer (1808–1887).
Sie gehört zu einem Gebiet der Stadterweiterung, die von etwa 1890 bis 1910 südlich der Schillerstraße stattfand. An der Straße stehen viele im Original erhaltene und denkmalgeschützte (D) ein- bis dreigeschossige Mehrfamilienhäuser in der Gruppe Wohnhäuser südlich der Schillerstraße. Sie stammen von verschiedenen namhaften Cuxhavener Architekten wie Rudolph Glocke, John Polack und Richard Alberts, welche die historisierenden Fassaden in den Formen des Barocks, des französischen Rokokos und des Jugendstils entwarfen.

## Gebäude (Auswahl)
Westliche Straßenseite
- Nr. 1: 3-gesch. Eckgebäude (D) von 1906; Architekt: Richard Alberts; Nutzung: Der Paritätische Wohlfahrtsverband Cuxhaven.
  - Zur Erinnerung an Bernhard und Friederike Weinberg wurden hier Stolpersteine verlegt.
- Nr. 2: 3-gesch. Gebäude (D) von 1902; Architekt: Rudolph Glocke
- Nr. 3: 1-gesch. Gebäude (D) von um 1904; Architekt: Rudolph Glocke
- Nr. 4: 2-gesch. Gebäude (D) von um 1904; Architekt: Rudolph Glocke
- Nr. 5: 3-gesch. Gebäude (D) von um 1906; Architekt: Rudolph Glocke
- Nr. 6: 3-gesch. Gebäude (D) von 1904; Architekt: Rudolph Glocke
- Nr. 11: 2-gesch. Gebäude mit Giebelrisalit
- Nr. 12: 3-gesch. Gebäude mit Giebelrisalit
- Nr. 13: 3-gesch. Gebäude
- Nr. 14: 3-gesch. Eckgebäude (D) von um 1906 mit Balkonen, Dachhaus und aufwändiger Fassadendekoration; ehemals Schule für Elektrotechnik des Kaiserlichen Marine-Artillerie-Depots beim Marinestützpunkt Cuxhaven.

Östliche Straßenseite
- Nr. 15: 1-gesch. Eckhaus mit Mansarddach, heute: Standort Cuxhaven vom Caritasverband für Bremen-Nord, Bremerhaven und die Landkreise Cuxhaven und Osterholz
- Nr. 16: 1-gesch. Wohnhaus mit Satteldach, Fledermausgaube, Erker und Dachhaus
- Nr. 17: 1-gesch. Giebelhaus mit Mansarddach und Erker; Wohnhaus mit Praxis
- Nr. 20: 3-gesch. Eckgebäude (D) von 1909; Architekt: August Lunden
- Nr. 22: 3-gesch. Eckgebäude (D) von 1904/05; Architekt: Richard Alberts; Nutzung u. a. Tauchschule
- Nr. 23: 3-gesch. Gebäude (D) von 1904; Architekt: Richard Alberts
- Nr. 24: 2-gesch. Gebäude (D) von 1905; Architekt: John Polack
- Nr. 25: 2-gesch. Gebäude (D) von 1905; Architekt: ?
- Nr. 26: 2-gesch. Gebäude (D) von 1905; Architekt: John Polack
- Nr. 27: 2-gesch. Gebäude (D) von 1905; Architekt: John Polack